# Tritogenia (hija de Eolo)
En la mitología griega Tritogenia o Tritogenía (en griego Τριτυγένεια) es una de las hijas de Eolo Helénida. Esta Tritogenia era la esposa de Minias, rey de Orcómeno, o bien es la madre de Minias en su unión con Poseidón.
Poseidón es el padre de Minias más común citado en las fuentes pero la consorte de Poseidón tiene diversos nombres según cada fuente, siendo esta, aparte de Tritogenía, Calírroe, Eurianasa, Hermipe o Crisógone.